# La Chamba
La Chamba este o comună în departamentul Loire din sud-estul Franței. În 2009 avea o populație de 51 de locuitori.

## Evoluția populației
| An        | 1975 | 1982 | 1990 | 1999 | 2006 | 2009 |
| --------- | ---- | ---- | ---- | ---- | ---- | ---- |
| Populație | 81   | 68   | 56   | 53   | 59   | 51   |